# C-정리

양자장론에서 c-정리(c-定理, 영어: c-theorem)는 2차원 양자장론들의 공간 위에서, 양자장론의 자유도의 수를 나타내고, 재규격화군 흐름에 따라서 단조적으로 감소하는 함수 c가 존재한다는 정리다. 이는 재규격화군에 따라 높은 에너지의 물리가 잊혀지므로 그에 따라 자유도가 감소하는 것으로 해석할 수 있다. 재규격화군의 고정점에서, c는 등각 장론의 비라소로 대수의 중심 전하가 된다.

## 정의
2차원 공간 위에서, 복소 좌표 {\displaystyle z=x+iy}를 사용하자. 2차원에서 에너지-운동량 텐서는 대칭성에 의해 세 개의 독립된 성분을 가지는데, 이를 각각
{\displaystyle T_{zz}(z,{\bar {z}})=T(z,{\bar {z}})}
{\displaystyle {\bar {T}}_{zz}(z,{\bar {z}})={\bar {T}}(z,{\bar {z}})}
{\displaystyle T_{z{\bar {z}}}(z,{\bar {z}})=\Theta (z,{\bar {z}})}
로 적자. 등각 장론의 경우 후자는 0이 된다.
양자장론은 일련의 결합 상수 {\displaystyle g^{i}\in {\mathcal {G}}} 및 재규격화 에너지 눈금 {\displaystyle \Lambda \in \mathbb {R} ^{+}}에 의존하는 국소 라그랑지언 밀도 {\displaystyle {\mathcal {L}}(g,\Lambda ,z,{\bar {z}})}에 의해 정의된다. 양자장론이 재규격화 가능하다는 것은 다음 세 조건들을 의미한다.
- 유동 결합 상수 {\displaystyle {\hat {g}}\colon \mathbb {R} ^{+}\to {\mathcal {G}}}가 존재하여, 모든 {\displaystyle \alpha \in \mathbb {R} ^{+}}에 대하여

{\displaystyle {\mathcal {L}}({\hat {g}}(\mu ),\Lambda )={\mathcal {L}}({\hat {g}}(\alpha \mu ),\alpha \Lambda )}
가 성립한다.
- 유동 결합 상수는 자율적 1차 상미분 방정식을 따른다. 즉, 베타 함수 {\displaystyle \beta ^{i}\in \Gamma (T{\mathcal {G}})}가 존재하여,

{\displaystyle {\frac {d{\hat {g}}(\mu )}{d\ln \mu }}=\beta ^{i}({\hat {g}}(\mu ))}
이어야 한다.
- 에너지-운동량 텐서의 대각합 {\displaystyle \Theta (z,{\bar {z}})}는 다음과 같다.

{\displaystyle \Theta (g;z,{\bar {z}})={\frac {d}{d\ln \mu }}{\mathcal {L}}({\hat {g}}(g_{0},\mu ),\Lambda ;z,{\bar {z}})=\beta ^{i}{\frac {\partial {\mathcal {L}}(g,\Lambda ;z,{\bar {z}})}{\partial g^{i}}}}
c-정리에 따르면, 모든 재규격화 가능한 2차원 양자장론에 대하여 다음과 같은 함수 {\displaystyle c\colon {\mathcal {G}}\to [0,\infty )}가 존재한다.
- (단조성) {\displaystyle c({\hat {g}}(\mu ))}는 {\displaystyle \mu }에 대한 증가함수이다.
- (고정점에서의 등각 대칭) 재규격화군의 고정점 ({\displaystyle \beta ^{i}}의 영점) {\displaystyle g_{0}\in {\mathcal {G}}}에서, 이론은 2차원 비라소로 대수를 대칭으로 가진다. (즉, 단순한 축척 대칭 말고도, 모든 2차원 등각 대칭에 대하여 불변이다.)
- (등각 중심 전하와의 일치) 재규격화군의 고정점 {\displaystyle g_{0}}에서, {\displaystyle c(g_{0})}는 이에 대응하는 2차원 등각 장론의 비라소로 대수의 중심 전하 c와 일치한다.

## c의 정의
다음과 같은 값들을 정의하자.
{\displaystyle C(g)=2z^{4}\langle T(z_{0},{\bar {z}}_{0})T(0)\rangle }
{\displaystyle H(g)=z^{3}{\bar {z}}\left\langle T(z_{0},{\bar {z}}_{0})\Theta (0,0)\right\rangle }
{\displaystyle G(g)=z^{2}{\bar {z}}^{2}\left\langle \Theta (z_{0},{\bar {z}}_{0})\Theta (0,0)\right\rangle }
이들은 모두 어떤 임의의 주어진 에너지 눈금 {\displaystyle \Lambda _{0}={\sqrt {z_{0}{\bar {z}}_{0}}}}에서 정의된다. 정의에 따라 이들은 모두 차원이 0인 로런츠 스칼라이다. 또한,
{\displaystyle G(g)=\beta ^{i}(g)\beta ^{j}(g)G_{ij}(g)}
라고 놓으면, {\displaystyle G_{ij}}는 양의 정부호인 대칭 행렬이다. 이 구조에 따라서 {\displaystyle ({\mathcal {G}},G_{ij})}는 리만 다양체를 이루며, 또한 항상 {\displaystyle G(g)=\beta (g)^{2}\geq 0}이 된다.
그렇다면 {\displaystyle c\colon {\mathcal {G}}\to \mathbb {R} }는 다음과 같다.
{\displaystyle c(g;\Lambda _{0})=C(g;\Lambda _{0})+4H(g;\Lambda _{0})-6G(g;\Lambda _{0})}
이 경우, 캘런-쥐만치크 방정식에 따라서
{\displaystyle {\frac {d}{d\ln \mu }}c({\hat {g}}(\mu ))=12G(g)>0}
이 된다.

## 역사
존 카디는 중심 원소 c가 계의 자유도의 수를 나타내는 것을 보였다. 이후, 알렉산드르 자몰롯치코프가 1986년 〈2차원 장론의 재규격화군의 "비가역성"〉이라는 제목의 논문에서 c-정리를 증명하였다.:37–39:91

## 고차원에서의 c-정리
c-정리는 2차원의 경우에는 증명되었으나, 아직 고차원에서 성립하는지 알려지지 않았고, 특수한 경우에는 고차원에서의 반례도 발견되었다. 짝수 차원의 시공간에서, 존 카디는 c에 해당하는 값을 정의하였고,, 이는 a라고 불리게 되었다. 카디는 a가 재규격화군 흐름에 따라 항상 감소한다는 가설을 세웠다. 이를 a-정리(영어: a-theorem)라고 한다. 4차원의 경우, a-정리는 1989년에 증명되었다. 비섭동적인 위상적 증명은 2011년에 이루어졌다. 6차원의 경우는 아직 증명되지 않았다.
2010년에는 3차원 등각 장론에 대하여 F라는 값이 정의되었다. 이는 3차원에서 c 또는 a에 대응하는 값으로 추측된다.
2010년에는 홀로그래피 원리를 사용하여, 임의의 차원에서의 c-정리들이 제안되었다. 이는 3차원에서 이미 정의된 F와 일치한다는 사실이 증명되었다.

## 같이 보기
- 등각 장론